# Balog nad Ipľom
Pour les articles homonymes, voir Balog.
Balog nad Ipľom (hongrois : Ipolybalog) est un village de Slovaquie situé dans la région de Banská Bystrica.

## Histoire
La première mention écrite du village date de 1232.
La localité fut annexée par la Hongrie après le premier arbitrage de Vienne le 2 novembre 1938. En 1938, on comptait 743 habitants. Elle faisait partie du district de Balassagyarmat (hongrois : Balassagyarmati járás). Le nom de la localité avant la Seconde Guerre mondiale était Balog. Durant la période 1938 - 1945, le nom hongrois Ipolybalog était d'usage. À la libération, la commune a été réintégrée dans la Tchécoslovaquie reconstituée.

## Démographie

### Évolution de la population
| Année:               | 1994. | 2004.   | 2014.   | 2024.   |
| -------------------- | ----- | ------- | ------- | ------- |
| Nombre de personnes: | 835   | 826     | 833     | 774     |
| Différence:          |       | -1,07 % | +0,84 % | -7,08 % |

| Année:               | 2023. | 2024.   |
| -------------------- | ----- | ------- |
| Nombre de personnes: | 763   | 774     |
| Différence:          |       | +1,44 % |